# Děvče, které spalo příliš málo
Děvče, které spalo příliš málo (v anglickém originále The Girl Who Slept Too Little) je 2. díl 17. řady (celkem 358.) amerického animovaného seriálu Simpsonovi. Scénář napsal John Frink a díl režíroval Raymond S. Persi. V USA měl premiéru dne 18. září 2005 na stanici Fox Broadcasting Company a v Česku byl poprvé vysílán 2. prosince 2007 na stanici ČT2.

## Děj
Při výstavbě muzea známek se kvůli hluku probudí Simpsonovi a začnou demonstrovat. Starosta Quimby poté přesune muzeum na místo, kde býval hřbitov, a ten se přesune hned vedle domu Simpsonových. Líza je jediným členem rodiny, jehož pokoj je s výhledem na hřbitov. Lízu vystraší Sněhulka s lebkou a utíká spát s Homerem a Marge. Další noc Líza poznává bělovlasého muže, Hrobníka Billyho, který je bratrancem školníka Willieho. Když se v hrobě objeví ruka, jde zase spát k Marge a Homerovi. V pokoji dává slib, že pokud půjdou do Springfieldského muzea známek, Líza bude spát v jejich pokoji. V muzeu je přednáška o knize Miltona Burkharta Země divokých zvířat a reklamě na knihu pro restauraci s názvem U Divokého Billa.
Líza pak cítí, že může spát v pokoji s výhledem na hřbitov, ale nemůže to vydržet a opět spí v ložnici Homera a Marge. Homer a Marge se pak vrátí domů a Marge objeví Lízu a řekne jí, že porušuje svůj slib. Marge a Homer proto stráví noc v Lízině pokoji a zjistí, jaký děsivý strach to opravdu je. Marge a Homer se pak obrátí na psychologa, ale zjistí, že je drahý, a své obavy většinou vyřeší sama. Líza však nechce jít k terapeutovi, ale jde s Bartem a Spasitelem překonat její strach na hřbitov. Tam ji Bart a Spasitel nechají samotnou. 
Líza je na hřbitově zasažena náhrobním kamenem do hlavy a omdlí. Mezitím se Marge a Homer mají o Lízu starat a Bart jim zalže, že sleduje mimořádné zprávy, ale místo toho sleduje Itchyho a Scratchyho. Líza má poté sen, v němž ji sežere vlk, a posléze je v síti v rybníku slizu se slimákem připomínajícím Milhouse a pavoukem připomínajícího Barta. Líza se následně v další vizi setká s monstry ze Země divokých zvířat a zjistí, že nejsou děsivá, ale legrační a že je v pořádku se bát. Marge a Homer pak najdou Lízu, probudí ji a jdou domů.

## Přijetí
Ve Spojených státech díl během premiéry sledovalo 9,79 milionu diváků.
Patrick D. Gaertner ze serveru Puzzled Pagan napsal: „Tahle epizoda je fajn. Nicméně jsem u tohoto dílu zoufale potřeboval svoje poznámky, protože tenhle díl je zázračně zapomenutelný. Je to prostě taková nic neříkající epizoda. Nápad, že za domem Simpsonových (za kterým byl ještě před pár díly rozlehlý les) vznikne hřbitov, je sice naprosto směšný, ale vedl k zajímavým věcem. Líbí se mi nápad, že se Líza musí vypořádat s fobií, zejména tím, že se podrobí ponorkové terapii. A konec vlastně dává docela smysl. Z Lízy se stala tak trochu minidospělák, který se snaží předstírat, že je vyspělejší a dospělejší, než ve skutečnosti je, takže se mi líbí, jak se vyrovnává s tím, že je jí osm let a že ještě musí dospět správným tempem. Je to vzácný díl s Lízou, který není o tom, že by byla proti něčí ideologii, a na to, jaký je, je to docela milé.“.
John Frink byl za scénář k této epizodě nominován na Cenu Sdružení amerických scenáristů za vynikající scénář k animovanému dílu na 58. ročníku těchto cen.